# 丈夫团
丈夫团，又称铁血丈夫团，1904年，由黄郛、李烈钧发起的在日本学习军事的同盟会会员组织的一个政治团体。以孟子“富贵不能淫，贫贱不能移，威武不能屈”作为成员的品格。团长是黄郛，成立时有成员25名，后来扩大到近40名。丈夫团的成员回国后在清末组织的新军中担任中下级军官。在辛亥革命时，丈夫团的成员在各地响应武昌起义，发挥了很大的力量。中华民国成立以后，后来很多成员成为割据一方的军阀。

## 成员
关于丈夫团的成员，根据不同人的回忆，有不同说法。其中一个争议是蒋介石是不是丈夫团成员，李敖的观点认为蒋介石没有加入丈夫团。
以下丈夫团成员名单主要参考了李书城等人所述。
- 黄郛
- 李烈钧
- 李根源
- 李书城
- 程潜
- 赵恒惕
- 尹昌衡
- 黄恺元
- 叶釜
- 温寿泉
- 阎锡山
- 叶世中
- 刘洪基
- 程子楷
- 孙方瑜
- 曾昭文
- 耿觐文
- 李乾璜
- 仇亮
- 杨曾蔚
- 陈强
- 殷承献
- 袁华选
- 陈之骥
- 姜登选
- 李浚
- 王孝缜
- 何澄
- 王家驹
- 张群
- 曾继梧
- 蒋作宾
- 唐继尧
- 蔡锷
- 雷崇修